# Сіско Кампос
Сіско Кампос (ісп. Xisco Campos, нар. 10 березня 1982, Бінісалем) — іспанський футболіст, захисник клубу «Понтеведра».

## Ігрова кар'єра
Народився 10 березня 1982 року в балеарському місті Бінісалем. Вихованець футбольної школи місцевого клубу «Мальорки».
У дорослому футболі дебютував 2001 року виступами за команду «Мальорка Б», в якій провів чотири сезони, в сезоні 2004/05 провів також декілька ігор за головну команду «Мальорки», після чого рідний клуб залишив.
Згодом грав за «Леванте Б», «Есіху», «Реал Мурсія», «Кастельйон», «Хімнастік» та «Понферрадіну».
2017 року повернувся до рідної «Мальорки», кольори якої захищав протягом наступних трьох років.
2020 року став гравцем «Понтеведри».